# Lichenaula tuberculata
Espèce
Lichenaula tuberculata est une espèce d'insectes lépidoptères (papillons) qui appartient à la famille des Oecophoridae.
On la trouve dans l'est de la Nouvelle-Galles du Sud en Australie.
La larve vit sur Crowea saligna.

## Galerie

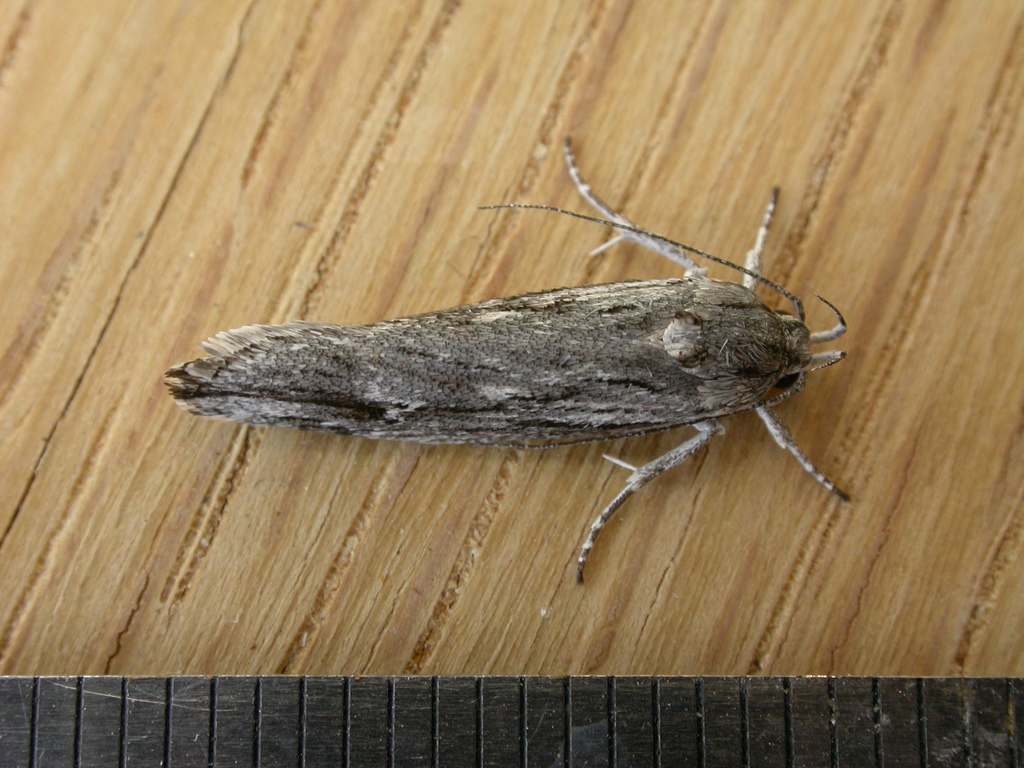
Lichenaula tuberculata